# Matilan
Matilan (hebr. מתיל"ן, skrót. od מארבים, תצפיות, יירוט, לוחמה ניידת, modi’in, tacpijut, jjerut, lochma nejdet, dosł. wywiad, obserwacja, przejęcie, walka mobilna) – izraelska jednostka specjalna Straży Granicznej powstała w 1996 roku. Jej zadaniem jest zwalczanie przestępczości zorganizowanej, przemytu oraz zapobieganie infiltrowaniu granic państwa.

## Opis jednostki
Jednostka powstała w strukturach Straży Granicznej w 1996 roku. Początkowo jednostka zwalczała przestępczość na terenach rolniczych, głównie kradzież sprzętu rolniczego i zwierząt hodowlanych. Ponadto funkcjonariusze Matilanu przeciwdziałają niszczeniu mienia kibuców lub zabezpieczeń, barier i płotów. Na tej płaszczyźnie działalność jednostki skupia się głównie w ramach „trójkąta” . 
Z czasem do zadań dołączono walkę z infiltracją izraelskich granic przez osoby uznane za ewentualnych zamachowców, przestępców i przemytników broni. Ponadto jednostka Matilan przeznaczona jest do działań wywiadowczych, obserwacji i kontrolowania szlaków komunikacyjnych, przeprowadzaniu zasadzek, walki z handlem narkotykami i bronią oraz przeciwdziałanie kradzieżom pojazdów. W wykonywaniu swoich zadań funkcjonariusze Matilanu wykorzystują techniki maskowania i infiltracji społeczności palestyńskiej tak, jak robią to mista’arawim.
Funkcjonariusze Matilanu przechodzą szkolenia w głównej bazie szkoleniowej Straży Granicznej. W pierwszym tygodniu przeprowadzana jest selekcja kandydatów. Po wytypowaniu funkcjonariuszy spełniających wymagania jednostki rozpoczyna się pięciotygodniowe szkolenie. Organizowane są kursy strzeleckie, kamuflażu, infiltracji, długoterminowej obserwacji, walki partyzanckiej. Po ukończeniu kursów funkcjonariusze wracają do jednostki, aby przejść dodatkowe, dwumiesięczne szkolenie.